# West Blocton
West Blocton es un pueblo ubicado en el condado de Bibb en el estado estadounidense de Alabama. En el censo de 2000, su población era de 1372.

## Demografía
En el 2000 la renta per cápita promedia del hogar era de $30,417, y el ingreso promedio para una familia era de $38,854. El ingreso per cápita para la localidad era de $17,861. Los hombres tenían un ingreso per cápita de $31,164 contra $23,000 para las mujeres.

## Geografía
West Blocton está situado en 33°7′7″N 87°7′22″O / 33.11861, -87.12278 (33.118733, -87.122875)
Según la Oficina del Censo de los EE. UU., la ciudad tiene un área total de 4.72 millas cuadradas (12.23 km²).